# Hydractinia yerii
Hydractinia yerii är en nässeldjursart som först beskrevs av Iwasa 1934.  Hydractinia yerii ingår i släktet Hydractinia och familjen Hydractiniidae. Inga underarter finns listade i Catalogue of Life.